# Soteska Ha
Soteska Ha (grško Φαράγγι Χά) je ozka soteska v Monasteraki Dakosu na vzhodnem delu otoka Kreta v Grčiji. Je na zahodnem pobočju gorovja Tripti in izstopa vzhodno od vasi Vasiliki na planoti Ierapetre. S te lokacije se odpira slikovit razgled na Pahio Amos in zaliv. Soteska, ki je ljudem praktično nedostopna, ohranja bogato in raznoliko floro in favno. Njena globina je približno 1000 metrov in naj bi bila ena največjih na svetu. Na tem območju so poznominojska najdišča IIIC.

## Etimologija
Ime soteska Ha izhaja iz grškega kretskega narečja hasko (grško χάσκω), kar pomeni 'ločiti' ali 'zevati'.

## Lega
Soteska je na severnem koncu Ierapetrske ožine. Dostop do geološke prelomnice je zelo otežen. Cestni pristop do soteske je 110 kilometrov po državni avtocesti od Irakliona do Agios Nikolaosa, nato pa pristop vodi skozi Ierapetro in vas Episkopi. Iz te vasi vodi obvodna cesta v razdalji 10 kilometrov do Thriptija, kjer je cerkev. S te lokacije je dostop do soteske mogoč le peš.

## Lastnosti
Soteska ima višino 370 metrov na vhodu, kjer je širina približno 3 metre. Dolga je približno 1,5 kilometra, na več mestih je še posebej ozka in ima skalnate stene, ki se dvigajo do 300 metrov, v obliki kaskade. Soteska razdeli »pod pravim kotom prelomno pečino, ki deli vzhodno Kreto«. Širina soteske se giblje od 6–10 metrov; na nekaterih lokacijah je ozka le 1,5 metra. Njena globina je približno 1000 metrov in naj bi bila ena največjih na svetu. Po svoji dolžini ima več slapov, od katerih je najstrmejši 250 m. Njen spodnji izhod je globoka vsekana skala, kjer voda pozimi pada v slapovih in ima v skalo izklesane tolmune in bizarne oblike.
Geološke formacije, ustvarjene s tem širokim prelomom, razkrivajo skalne plasti in njihove gube, ki so enake na obeh bregovih soteske. Geološko se razlaga kot tektonski aktivni normalni prelom, znan kot aktivni prelom Ierapetra z orientacijo severovzhod–jugozahod.
Na ustju soteske so kapelica in ostanki dveh mlinov z vodoravnimi kolesih, značilnih za potoke z močno spremenljivimi vodostaji v vzhodnem Sredozemlju. 
Spust po vrvi poteka v bližini; soteska ima 26 spustov po vrvi različnih dolžin od 10–45 metrov.

### Arheološka izkopavanja
Arheološka izkopavanja v bližini soteske Ha so razkrila pozni neolitik-končni neolitik (4000 pr. n. št. – 3000 pr. n. št.) na Monastiraki Katalimata, ki je na negotovi lokaciji na robu soteske Ha. Monasteraki Halasmenos je v bližini. Halasmenos, poznominojsko najdišče IIIC, leži na hribu blizu konca ustja soteske in skupaj s Kavousijem in Vasiliki-Kephalo tvori triado pomembnih najdišč iz tega obdobja. Na severnem bregu soteske Ha so odkrili številne ruševine in artefakte, pri čemer so nekatere ruševine ležale na posameznih ozkih skalnih policah blizu navpične stene pečine. Poleg arheologov je na območju, ki je sicer skoraj nedostopno, opaziti nekaj avanturistov željnih plezalcev.

## Živalstvo in rastlinstvo
Soteska ima bogato floro in favno. Majhna jezera so pomembna mokrišča za številne ptice selivke, pa tudi za ptice gnezdilke in sesalce. Od sesalcev prevladuje kretski zajec, najdemo pa tudi kretsko podlasico (kaloginaikari - Mustela nivalis) in kretskega jazbeca (arkalos). Opažena je bila tudi bodičasta miš, glodavec, ki ga drugod v Evropi ni in je element afriške favne.
V soteski boste srečali bor Pinus brutia, pa tudi številne druge vrste dreves in grmovnic, dišavnic in cvetlic. Smirnium, rod cvetočih rastlin iz družine Apiaceae, dežnikovke, ki jih najdemo na Kreti, najdemo tudi v nedostopni soteski Ha; obstajajo tri vrste te rastline.

## Zavarovano mesto
Gora Triptis in njena okolica, vključno s sotesko Ha, je zaščiten habitat Natura 2000.